# Zadran
Zadran (paschtunisch ځدراڼ; persisch زدران) ist ein paschtunischer Stamm, welcher in den Provinzen Paktia, Paktika und Chost im Südosten Afghanistans beheimatet ist. Zugleich ist Zadran auch ein nach diesem Stamm benannter Verwaltungsdistrikt in der Provinz Paktia. Der Distrikt hat eine Fläche von 263,4 Quadratkilometern und 28.450 Einwohner (Stand: 2022).